# Guido Gezellearchief
Het Guido Gezellearchief wordt bewaard in de openbare bibliotheek De Biekorf van de stad Brugge.

## Geschiedenis
Guido Gezelle (1830-1899), bijzonder actief man en veelschrijver, liet, naast zijn aanzienlijk oeuvre een omvangrijk archief na. Het bestond hoofdzakelijk uit drie bestanddelen:
- Handschriften van zijn gedichten en teksten, drukproeven en gedrukte teksten.
- Circa 150.000 fiches met de door hem bijeengebrachte taalschat.
- Ongeveer 8.000 van de duizenden brieven die hij had ontvangen en zijn eigen brieven of afschriften ervan.

Dit archief werd in grote mate bijeengehouden (in tegenstelling tot zijn bibliotheek, die onder verschillende rechthebbenden werd verspreid). Het werd bewaard door Caesar Gezelle, die er angstvallig over waakte, het opgesloten hield en er weinig of geen toegang toe verleende. Hij betoonde echter niet dezelfde zorg voor dit archief, toen hij in 1914 uit Ieper naar Frankrijk vluchtte en het onbeheerd in de kelder van zijn woning achterliet. Het was een quasi-mirakel dat de hoofdredacteur van Biekorf, Lodewijk De Wolf, even een kijkje kwam nemen in die woning en nog net voor de vernieling van Ieper het archief kon opladen en wegvoeren. Naar eigen zeggen riskeerde hij hiervoor zes- of zevenmaal zijn leven. De Wolf voegde er trouwens aan toe dat het ook dankzij zijn tussenkomst was dat het archief, onmiddellijk na de dood van de Meester, niet was verbrand.
Tijdens zijn oorlogsverblijf in Versailles kreeg Caesar Gezelle het archief weer in handen. Hij verbood er opnieuw aan anderen de toegang toe, des te meer omdat hij wilde verhinderen dat zijn "vijand" en concurrent Aloïs Walgrave, die net als hijzelf een biografie van de Meester voorbereidde, er kon in neuzen. Pas na het overlijden van Walgrave en naar aanleiding van de opening van het Guido Gezellemuseum in de Rolweg, waar een broer en een zus van Frank Lateur als huisbewaarders kwamen wonen, en op aandringen van Stijn Streuvels, schonk hij gaandeweg, vanaf 1926, grote delen van het door hem bewaarde archief aan dit museum. Het saldo dat hij nog bij zich hield, werd na zijn dood eveneens aan het Gezellemuseum geschonken.
Paul Allossery (1875-1943), stadsbibliothecaris en eerste conservator van het Gezellemuseum, hield het niet bij dit eerste en belangrijke archiefdepot. In de loop van de jaren lokte hij vele schenkingen uit van 'Gezelliana', vanwege familieleden, oud-leerlingen, kennissen en sympathisanten. Ook verwerving via aankopen bevorderde hij. Het archief werd hierdoor van langsom omvangrijker en belangrijker. Een eerste inventarisatie ervan gebeurde naar aanleiding van de Jubileumuitgave (vanaf 1930) van de Verzamelde Werken
Het archief bleef in de Rolweg in niet al te beste omstandigheden bewaard en gedeeltelijk (vooral dan een aantal gedichten in handschrift) tentoongesteld, blootgesteld aan verwering en verkleuring. Begin jaren negentienzeventig gaf men er zich rekenschap van dat deze toestand niet kon voortduren en in 1971 werd het hele archief overgebracht naar de Brugse stadsbibliotheek, om er niet alleen op de best mogelijke wijze te worden bewaard, maar ook op verantwoorde wijze te worden geïnventariseerd en opengesteld voor wetenschappelijk onderzoek en (zo mogelijk) voor het breed publiek. Een actief beleid van verwerving, door aankoop of schenkingen, kon het Gezellearchief nog aanzienlijk uitbreiden met belangrijke stukken en verzamelingen.
De adjunct-hoofdbibliothecaris Jozef Ghyssaert werd conservator van het archief en zorgde voor optimale behandeling en bewaring. Christine D'haen werd aangeworven en werkte gedurende verschillende jaren aan het opstellen van de nieuwe inventaris.

## Digitaal archief
De digitale revolutie was ook voor het Gezelle-archief een goede gelegenheid om verder aan de goede bewaring en openstelling ervan te werken. Jonge medewerkers, onder wie vooral Els Depuydt, werden belast met het digitaliseren en weldra kwam er onder de naam "Guido Gezellearchief" een webstek tot stand waarop het archief werd opengesteld voor het groot publiek. Dit werd stelselmatig doorgezet en regelmatig onder de aandacht van het publiek gebracht.
De vernieuwde belangstelling voor het archief hielp ook bij het aanvullen ervan met geschonken of aangekochte stukken. Tot de schenkingen behoorde het archief van Cordelia Van de Wiele, de Kortrijkse secretaresse van Guido Gezelle, dat door het Guido Gezellegenootschap werd verworven en in 2013 aan het Gezelle-archief geschonken. Naar aanleiding van de overdracht ging een studiedag door en werd een tentoonstelling aan dit archief gewijd in het Gezellemuseum.
De Gezelliaanse taalschat (ca. 150.000 fiches) werd voor onderzoek overgebracht naar de Universiteit Leiden, waar specialisten van het Woordenboek der Nederlandsche Taal, onder meer Nienke Bakker, ze onderzochten en integreerden in de algemene taalstudie en woordenschat.
In Brugge werd werk gemaakt van het digitaliseren van de duizenden brieven van en naar Gezelle die in het archief berusten. Hiervoor werd een groep van vrijwillige medewerkers georganiseerd. In 2022 waren al duizend vijfhonderd brieven gedigitaliseerd en ter beschikking gesteld van het brede publiek, en in de eerste plaats ook van wetenschappelijke onderzoekers. De volledige digitalisering van de correspondentie wordt voorzien tegen het jaar 2030. De conservator van het archief, Els Depuydt, heeft talrijke bijdragen gewijd aan vondsten en nieuwe inzichten die door dit werk over Gezelle, zijn oeuvre en zijn briefwisseling tevoorschijn kwamen. 
Sinds in 2012/2014 een einde werd gesteld aan de activiteiten van het Centrum voor Gezellestudie in Antwerpen, is het Gezelle-archief in Brugge het enige centrum voor alles wat om en rond Guido Gezelle wordt georganiseerd, bijeengebracht, onderzocht, geschreven en gepubliceerd.

## Voetnoot
1. ↑   Willy MUYLAERT, Cesar Gezelle (1875-1939) of "De centenaarslast van een grote naam", in: Liber amicorum André Vanhoutryve, Brugge, 1990